# Kurzeszyn (gromada)
Kurzeszyn – dawna gromada, czyli najmniejsza jednostka podziału terytorialnego Polskiej Rzeczypospolitej Ludowej w latach 1954–1972.
Gromady, z gromadzkimi radami narodowymi (GRN) jako organami władzy najniższego stopnia na wsi, funkcjonowały od reformy reorganizującej administrację wiejską przeprowadzonej jesienią 1954 do momentu ich zniesienia z dniem 1 stycznia 1973, tym samym wypierając organizację gminną w latach 1954–1972.
Gromadę Kurzeszyn siedzibą GRN w Kurzeszynie utworzono – jako jedną z 8759 gromad na obszarze Polski – w powiecie rawskim w woj. łódzkim, na mocy uchwały nr 37/54 WRN w Łodzi z dnia 4 października 1954. W skład jednostki weszły obszary dotychczasowych gromad Gaj, Helenów, Kurzeszyn, Kurzeszyn Nowy, Kurzeszynek, Rogówiec, Rossocha i Wołucza ze zniesionej gminy Niwna w tymże powiecie. Dla gromady ustalono 14 członków gromadzkiej rady narodowej.
31 grudnia 1961 do gromady Kurzeszyn przyłączono obszar zniesionej gromady Niwna.
Gromada przetrwała do końca 1972 roku, czyli do kolejnej reformy gminnej.